# James Eccles
James Eccles FGS (Blackburn, 1838 – 6 de junio de 1915) fue un montañero y geólogo inglés que destaca por haber hecho una serie de primeros ascensos en los Alpes durante la Edad de Plata del alpinismo.

## Vida
Eccles nació en Blackburn en 1838, el hijo mayor de Edward Eccles de Liverpool.
Estuvo en el consejo de la Blackburn School, y un registro minucioso de una donación suya al Blackburn Museum and Art Gallery lo llama "James Eccles, J.P." Fue elegido miembro de la Sociedad Geológica de Mánchester en 1866, convirtiéndose en vicepresidente de 1872. Era un Fellow de la Sociedad Geológica de 1867 a 1915.
Eccles se casó en 1863 y se trasladó a Londres en 1874, donde vivió en el número 15 de Durham Villas, Fillimore Gardens, Kensington. Una noticia en la London Gazette afirma que el 2 de noviembre de 1874 Eccles, junto con John William Eccles y Robert Langley Wilson, presentó una petición al Lord Canciller para liquidar la British Timber Company. Murió en 1915, dejando 163 334 libras esterlinas en su testamento.

## Montañismo

### Alpes
Eccles empezó a ascender en los Alpes en los años sesenta del siglo XIX e hizo un temprano ascenso del Cervino el 20 de julio de 1869 desde el lado de Breuil, empleando a J. A. Carrel y Bich como guías, junto con dos de Chamonix con quien posteriormente a menudo escalaría – los hermanos Payot, Alphonse y Michel. El historiador alpino C. Douglas Milner llama a Eccles un escalador de "calibre excepcional" y sus guías los hermanos Payot como "lo mejor que Chamonix podía proporcionar en la época". Eccles tenía un interés especial en las montañas del macizo del Mont Blanc – Dumler lo llama "aquel asiduo explorador del Mont Blanc" – e hizo el primer ascenso de la Aiguille du Plan en julio de 1871 con Alphonse y Michel Payot. Este grupo también hizo el primer ascenso de la Aiguille de Rochefort en 1873 y la Dôme de Rochefort en 1881, la última a través de la cara noroeste.
Eccles hizo el primer ascenso de la parte superior de la arista de Peuterey, habiendo fracasado en un intento el 28 de julio de 1877. Milner escribió que Eccles habñía fracasado también en un intento precedente en 1875, indimidado por la cara Innominata. De vuelta a Londres, mientras caminaba por el Strand, vio expuesta en un escaparate una foto tomada con teleobjetivo que mostraba el Mont Blanc y aquel anfiteatro tomada desde Crammont. Esta foto revelaba la mejor salida desde el anfiteatero, por la couloir a la arista de Peuterey. Milner da a entender que esa foto fue la clave para el éxito en la escalada. En su exitoso ascenso, la partida de Eccles alcanzó el pie del ascenso cruzando la arista Innominata desde el glaciar Brouillard, por lo tanto ganando el glaciar Frenay. Desde allí subieron a la arista de Peuterey por encima del Grand Pilier d'Angle a través de una inclinada couloir, alcanzando la cima de Mont Blanc de Courmayeur nueve horas después de dejar su vivac bajo Pic Eccles. Cuando Eccles alcanzó la cumbre del mismo Mont Blanc quedó consternado por la cantidad de desperdicios que encontró. La partida descendió a Chamonix en el veloz tiempo de tres horas y cuarenta minutos.
Pic Eccles a los pies de la arista Innominata en el Mont Blanc recibe su nombre por él, como el vivac Eccles por debajo de la cima de Pic Eccles. El collado Eccles en el lado Brenva del Mont Blanc también recibe su nombre por él.

### Rocosas
Eccles fue uno de los primeros montañeros británicos que hicieron ascensos a los altos picos de las Rocosas. El 7 de agosto de 1878, en una partida de ocho que incluía al topógrafo Ferdinand Vandeveer Hayden, topógrafo A. D. Wilson y el guía favorito de Eccles, Michel Payot, Eccles hizo el segundo ascenso del Fremont Peak (en el pasado considerado erróneamente el pico más alto en las Rocosas); él también subió el Wind River Peak en la Cordillera Wind River mientras acompañaba la Inspección Topográfica Hayden, junto con A. D. Wilson y Payot. Eccles ofrece la siguiente descripción de Wilson:

Wilson, que es un montañero destacado, guio por el sendero que, justo después de un desayuno imprudentemente profuso, fue decididamente embarazoso. Luché en un digno silencio, pero las protestas de Michel si no generalmente inteligibles eran suficientemente audibles.

Eccles intentó hacer la primera ascensión al Grand Teton (un ascenso fue pretendido en 1872 por Nathaniel P. Langford y James Stevenson, pero era probablemente The Enclosure, un pico lateral de Grand Teton) en 1878 con Wilson, su ayudante Harry Yount, y Payot. Eccles y Payot fueron desafortunadamente retenidos por la desaparición de dos mulas, de manera que fueron incapaces de acompañar a Wilson y Yount.

## Geología
Eccles describió muchos fenómenos geológicos en el norte de Inglaterra, así como en los Alpes y las Rocosas. En su viaje de 1878 con el equipo de Hayden escribió en el prefacio a su "On the Mode of Occurrence of some of the Volcanic Rocks of Montana, U.S.A.":

En el otoño de 1878 tuve la buena suerte de acompañar al Dr. Hayden y otros miembros de su equipo en algunas partes del distrito mencionado; y aunque no tengo intención de dar una descripción detallada de los fenómenos volcánicos que observamos, una breve noticia de las localidades en las que se obtuvieron los ejemplares, y del modo general de ocurrir en las rocas, puede ser de algún interés como suplemento a la descripción del Sr. Rutley de sus caracteres microscópicos.

En 1881 Eccles se hizo amigo de T. G. Bonney, un alpinista de alguna reputación y profesor de geología en la University College, Londres. Eccles proporcionó fotografías al volumen geológico de Bonney The Building of the Alps, y lo acompañó en viajes a los Alpes que proporcionaron material para diario de Bonney "On the Crystalline Schists and their Relation to the Mesozoic Rocks in the Lepontine Alps." Bonney escribió el obituario de Eccles en el Alpine Journal.
Además de escribir en los periódicos él mismo, Eccles fue también un coleccionista de rocas y minerales raros de lugares inaccesibles para muchos geólogos. Por ejemplo, ejemplares de esquisto glaucofano-epidoto, conteniendo granate, titanita y diópsido recogidos por Eccles varios pies por debajo de la cumbre del Monviso fueron descritos en un artículo de 1889 "On Fulgurites from Monte Viso" por Dr Frank Rutley FGS.
Parte de la colección de Eccles de rocas, minerales y fósiles fue entregada al Blackburn Museum and Art Gallery. Incluyen un número de fósiles de Solenhofen en Alemania. El museo también alberga los ortoconos devonianos de Eccles de Wissenbach y varios restos de vertebrados del Kupperschiefer. Eccles donó ejemplares al Museum of Practical Geology (ahora el Museo Geológico); una donación, en abril de 1873, contenía dos ejemplares de Productus humerosus/sublaevis de Caldron Low así como una serie de braquiópodos carboníferos (incluyendo uno de la Isla de Wight) y corales. Eccles describió sus ejemplares de Productus humerosus (que él reunió desde 1860 hasta 1870) en el artículo de 1870 de Trans. Manchester Geol. Soc., vol. 9, parte 3, pp. 1–2.

## Obras de Eccles
- "Specimens showing the identity of Productus Humerosus," Transactions of the Manchester Geological Society, Vol. 4, p. 1
- "On some instances of the superficial curvature of inclined strata near Blackburn", Transactions of the Manchester Geological Society, Vol. 7, p. 20
- "On the excursion to Holcolme Hill", ibid, p. 36
- "Denudation of rocks at Sabden", ibid, p. 61
- "Glacial striae on Kinder Scout grit at Mellor", ibid, p. 62
- "Starfishes from the Rhenish Devonian Strata", Transactions of the Manchester Geological Society, Vol. 9, p. 51
- "Two dykes recently found in North Lancashire", ibid, Vol. 9, p. 26
- "Carboniferous limestone fossils from Twiston", Transactions of the Manchester Geological Society, Vol. 10, p. 70
- "Relations of the sedimentary and crystalline rocks in the chain of Mont Blanc and its immediate vicinity", ibid, p. 70
- "The Brouillard and Fresnay glaciers", Alpine Journal, 1878
- "The Rocky Mountain Region of Wyoming and Idaho", Alpine Journal, IX, p. 241 ff
- "On the Mode of Occurrence of some of the Volcanic Rocks of Montana, U.S.A.", Quarterly Journal of the Geological Society, 1881, Vol. 37, issue 1–4, pp. 399–402
- Appendix to "The microscopic characters of the vitreous rocks of Montana, U.S.A." by Frank Rutley FGS, ibid, pp. 391–98